# سفارة تونس لدى كندا
سفارة تونس لدى كندا هي البعثة الدبلوماسية لجمهورية تونس لدى دولة كندا، وتقع بالعاصمة أوتاوا.